# USS Sturtevant (DD-240)
Za druga plovila z istim imenom glejte USS Sturtevant.
USS Sturtevant (DD-240) je bil rušilec razreda Clemson v sestavi Vojne mornarice Združenih držav Amerike.
Rušilec je bil poimenovan po Albertu D. Sturtevantu.